# Džeki (film iz 2016)
Džeki je biografski dramski film iz 2016. godine u režiji Pabla Larejna, a po scenariju Noa Openhajma. U filmu glumi Natali Portman kao Džeklin Kenedi. Piter Sarsgard, Greta Gervig, Bili Krudap i Džon Hert takođe glume; to je bio Hertov poslednji film objavljen u njegovom životnom veku pre njegove smrti u januaru 2017. Film prati Kenedijevu u danima kada je bila prva dama u Beloj kući i njen život neposredno nakon ubistva njenog supruga, predsednika Sjedinjenih Država Džona F. Kenedija, 1963. Delimično je zasnovan na intervjuu Teodora H. Vajta u časopisu Lajf sa udovicom u Hajanis Portu, Masačusets, novembra 1963.
Film je premijerno prikazan 7. septembra 2016. na 73. Međunarodnom filmskom festivalu u Veneciji, gde se takmičio za Zlatnog lava. U bioskopima je objavljen u Sjedinjenim Državama 2. decembra 2016, od strane Fox Searchlight Pictures, uz pozitivne kritike. Dobio je tri nominacije na 89. dodeli Oskara za: najbolju glumicu (za Portman), najbolju originalnu muziku i najbolju kostimografiju.

## Zaplet
Nedelju dana nakon ubistva predsednika Sjedinjenih Država Džona F. Kenedija, novinar posećuje njegovu udovicu Džeklin "Džeki" Kenedi radi intervjua u njenoj kući u Hajanis Portu u Masačusetsu u vezi sa zaostavštinom njenog muža. Nakon što Džeki govori o svojoj televizijskoj turneji po Beloj kući iz 1962. godine, novinarka se okreće pitanjima o ubistvu Džona F. Kenedija i njegovim posledicama za Džeki i njenu porodicu. Ona govori o događajima neposredno pre ubistva, pre nego što opisuje svoj šok i užas u reakciji. Članovi Bele kuće bliski novoinaugurisanom predsedniku Lindonu B. Džonsonu i njegovoj supruzi Lejdi Berd vide se kako teše Džeki nakon toga u avionu Leteća tvrđava broj 1. Generalni tužilac Sjedinjenih Država i Džekiin dever, Robert F. Kenedi, uskoro se pojavljuje i deli njenu tugu, prateći je nazad u Vašington. Džeki izražava svoju duboku zabrinutost za dobrobit svoje dece pri prilagođavanju gubitku oca.
Robert nastavlja da podržava Džeki dok se nosi sa sopstvenom tugom i pomaže joj u planiranju sahrane i brizi o porodici. Ona se vidi kako se bori da zaspi i postaje zavisna od lekova i alkohola. Takođe se vidi kako redovno traži duhovni savet od sveštenika. Robert F. Kenedi, zajedno sa predsednikom Džonsonom, Lejdi Berd Džonson i članovima Bele kuće svedoče ubistvu Li Harvija Osvalda od strane Džeka Rubija na televiziji uživo. Robert insistira na tome da Džeki o ovome ne obavesti niko osim njega; reći će joj kad oseti da je pravo vreme. Međutim, ona to saznaje skoro odmah, i osuđuje ga što joj je to uskratio. Nakon trećeg rođendana Džona F. Kenedija mlađeg, Robert iznosi svoje bojazni Džeki da buduće generacije neće primetiti kratko vreme njenog muža kao predsednika.
Nakon državne sahrane Džona F. Kenedija, Džeki govori svešteniku da je razmišljala o samoubistvu nakon atentata. Ona tada priznaje da se živo seća šta se desilo tokom atentata i oseća nepodnošljiv bol i krivicu što nije delovala na neki način da zaštiti svog muža. Kako se intervju završava, Džeki jasno stavlja do znanja novinaru da zadržava pravo da kontroliše koji delovi intervjua mogu doći u štampu, a koji će biti zadržani. Film se završava tako što Džeki ponovo sahranjuje kovčege svoje pobačene i mrtvorođene dece pored groba njenog muža na nacionalnom groblju Arlington u Virdžiniji.

## Izdanje
Film je svetsku premijeru imao na 73. Međunarodnom filmskom festivalu u Veneciji 7. septembra 2016. godine. Takođe je prikazan na Međunarodnom filmskom festivalu u Torontu 11. septembra 2016, osvojivši festivalsku Platform nagradu. Ubrzo nakon toga, Fox Searchlight Pictures je preuzeo američka prava za distribuciju filma i postavio ga za izdavanje 9. decembra 2016. godine. Kasnije je to pomereno za nedelju dana na 2. decembar.

### Kućni mediji
Džeki je objavljen na Blu-reju, DVD-u i u vidu digitalnog preuzimanja od strane Fox Searchlight Pictures 7. marta 2017.

## Prijem

### Blagajna
Film Džeki je zaradio 14 miliona dolara u Sjedinjenim Državama i Kanadi i 22,6 miliona dolara na drugim teritorijama za ukupno 36,6 miliona dolara širom sveta.
Fox Searchlight je otvorio Džeki u ograničenom izdanju u pet bioskopa širom Sjedinjenih Država 2. decembra 2016. U Los Anđelesu je prikazan u Arclight Hollywood i Landmark West L.A., dok je u Njujorku igrao na AMC Linkoln skveru, Bioskopu 1,2,3 i Landmark Sanšajnu. Zaradio je 275.000 dolara tokom prvog vikenda (prosek po bioskopu od 55.000 dolara), zauzevši 20. mesto na blagajnama.

### Kritički respons
Film Džeki je dobio skoro jednoglasne pohvale od kritičara, i nastup Portmanove je bio široko hvaljen. Na veb lokaciji agregatora recenzija Rotten Tomatoes, film ima ocenu odobravanja od 87% na osnovu 348 recenzija, sa prosečnom ocenom 7,91/10. Kritički konsenzus sajta glasi: „Džeki nudi privlačan pogled u privatni svet voljene američke javne ličnosti — i zadivljujuću glavnu ulogu Natali Portman.“ Na Metakritici, film ima ocenu 81 od 100, na osnovu 52 recenzije, što ukazuje na „univerzalno priznanje“.
Dejvid Runi iz The Hollywood Reporter dao je filmu veoma pozitivnu recenziju, napisavši da je film „izvanredan u svojoj prodornoj intimnosti i razderavajući u svojoj tuzi.“ Gaj Lodž iz Variety je takođe dao veoma pozitivnu recenziju filmu, napisavši da je „Čileanski reditelj Pablo Larejn napravio izuzetan debi na engleskom jeziku na više nivoa sa ovim smelim portretom omiljene prve dame istorije.“ Međutim, Mat Zoler Sajc sa RogerEbert.com dao je filmu samo dve i po od četiri zvezdice, kritikujući narativ okvira filma i navodeći da to „nije krajnje neophodno (malo ih je, avaj) jer... već smo videli sve što su oboje mogli da kažu ilustrovano, na neposredniji i često čudan način, uz flešbekove“, koji „predstavljaju drugi, daleko superiorniji film, onaj koji ima šok otkrića“.

### Istorijska tačnost
Komentatorka Jutarnjih vesti Dalasa Ana Parks kritikovala je negativan prikaz Džekine veze sa Lindonom i Lejdi Berd Džonson u filmu. Ona je primetila da pisma, kao i snimljen telefonski razgovor između predsednika Džonsona i Džeki, koji se dogodio 2. decembra 1963. godine, pokazuju da su bivša prva dama i Džonsonovi dobro sarađivali.
Film prikazuje Džeki kako obaveštava svoje dvoje dece, Kerolajn i Džona mlađeg, o smrti njihovog oca. U stvarnosti, Karolajn je o smrti njenog oca obavestila njena dadilja Mod Šo, uveče kada je izvršen atentat.

## Literatura
- Jacqueline Kennedy, or “Faciality”: Media Icons and Political Iconography in "Jackie" (2016) by Pablo Larraín.

## Spoljašnje veze
- Džeki на веб-сајту  (језик: енглески)
- на веб-сајту  (језик: енглески)
- Official screenplay